# Lindernia fasciculata
Lindernia fasciculata é uma espécie botânica do gênero Lindernia pertencente à família Linderniaceae.